# Provincia de Paktiyá
Paktiyā (del persa: پکتیا ) es una de las 34 provincias de Afganistán, ubicada al este del país. Su capital es Gardez.

## Distritos
Paktiyā está constituida por 12 distritos (sus respectivas capitales aparecen entre paréntesis):
- Azra (Sur Kac)
- Tsamkani (Chamkani)
- Dand Wa Patan (Ghondai)
- Gardez (Gardez)
- Zadran (Waza, Afghanistan)
- ZaZi (Ali Khel)
- Jani Khel (Jani Khel)
- Lazha Mangal (Lazha)
- Sayed Karam (Seyyed Karam)
- Shamal (Shamal)
- Shwak (Shwak)
- Zurmat (Zarmal)
- Ahmadzai (Ahmadaba)

- Datos: Q182493
- Multimedia: Paktia Province / Q182493